# 크리스 코이
크리스 코이(Chris Coy, 1986년 5월 1일 ~ )는 미국의 배우, 텔레비전 배우, 영화배우이다.
루이빌에서 태어났다.

## 방송
- 더 듀스
- 밴쉬 4 : 범죄와의 전쟁
- 트레메 3
- 트루 블러드 시즌2

## 영화
- 트라이얼 바이 파이어 (2018년)
- 프론트 러너 (2018년)
- 방아쇠 (2014년)
- 캠퍼스 어택: 크리스티 처결단 (2014년) - 리더 역
- 더 컬링 (2014년) - 행크 역
- 인보카머스 (2014년) - 지미 역
- 에스엑스 테잎 (2013년) - 바비 역
- 로그 리버 (2012년) - 앤드류 역
- 호스텔 3 (2011년) - 트레비스 역
- 리틀 버드 (2011년) - 데이비드 역
- 그린버그 (2010년)
- 트루 블러드 (2008년)